# Golfo Dulce
El golfo Dulce es un pequeño golfo tropical de Costa Rica situado en la costa meridional del país, en aguas del océano Pacífico. Administrativamente está dividido entre los cantones de Osa, Golfito y Puerto Jiménez.
El entrante comienza en el lado del océano Pacífico de Costa Rica, y se extiende ligeramente hacia el norte antes de girar al oeste. En la parte más hacia el oeste se encuentra la ciudad de Rincón de Osa. La bahía separa la península de Osa de la parte continental de Costa Rica.
Buena parte del perímetro del golfo está conformado por áreas boscosas protegidas, como la Reserva forestal Golfo Dulce al oeste,  el parque nacional Piedras Blancas al noroeste y el parque nacional Corcovado, situado al sur; entre dichas áreas se cubre una extensión de más 56.000 hectáreas de selva tropical protegida, así como una importante área marina para proteger al pez aguja y al tiburón martillo, entre otras especies.   
Sin duda alguna es el mejor lugar para observar grupos de delfines viajando en números de entre los cientos de individuos y se encuentra uno de los mejores ríos para observar aves de la zona, el Rio Esquinas. En este se pueden encontrar las aves típicas de zona marino costera como garzas, charranes, gaviotas, etc. Pero es el hábitat de la especie endémica llamada Cotinga picoamarillo Carpodectes antoniae.
Golfo Dulce tiene el potencial enorme para la explotación en turismo de bajo impacto como la observación de aves y la fotografía naturalista. Puede albergar unas 250 especies de aves.   
- Datos: Q1536425
- Multimedia: Golfo Dulce / Q1536425